# نيك شولمان
نيك شولمان (بالإنجليزية: Nick Schulman)‏ هو لاعب بوكر أمريكي، ولد في 18 سبتمبر 1984 في نيويورك في الولايات المتحدة.